# Тренер Картер
«Тренер Картер» (англ. Coach Carter) — американська спортивна драма режисера Томаса Картера, що вийшла 2005 року. У головних ролях Семюел Л. Джексон, Роб Браун, Ченнінг Татум, стрічку створено на основі реальних подій.
Сценаристом були Марк Швон і Джон Ґетінс, продюсерами — Девід Ґейл, Браян Роббінс, Майкл Толлін. Вперше фільм продемонстрували 13 січня 2005 року у США Лос-Анджелесі.
В Україні у кінопрокаті фільм не демострувався. Український переклад зробила Студія «Омікрон» на замовлення Гуртом..

## Сюжет
Події фільму починаються у 1999 році. Кен Картер живе в місті Ричмонд. Він приймає запрошення на посаду тренера баскетбольної команди «Ричмонд Ойлерз» (англ. Richmond Oilers), за яку він сам грав 30 років тому. Спочатку гравці команди поводять себе грубо і зневажливо. Картер дає гравцям на підпис контракти, згідно яких вони зобов'язуються відвідувати всі шкільні заняття, сидіти на перших рядах і підтримувати середній бал 2.3 (C+). Картер просить вчителів надавати йому звіти про успішність його гравців. Незважаючи на гнів батьків, більшість учнів підписує контракти. Декілька членів залишають команду, не погоджуючись з умовами Картера. Серед них — Тімо Круз, талановитий гравець, який торгує наркотиками для свого двоюрідного брата Ренні. Директорка школи, пані Гаррісон, ставить під сумнів методи Картера і радить йому зосередитися на баскетбольних тренуваннях.
Картер розпочинає суворі, виснажливі тренування команди. Син Картера Демієн переводиться з елітної приватної школи св. Франциска, щоб грати у команді свого батька. Після того, як «Ричмонд Ойлерз» виграють свій перший баскетбольний матч, Тімо Круз просить Картера дозволити йому повернутись в команду. Той погоджується, але лише за умови, що Круз у встановлений термін виконає велику кількість фізичних вправ. Круз завзято працює, але не встигає виконати всі вправи. Інші члени команди приходять йому на допомогу і виконують решту вправ за нього. Картер дозволяє Тімо повернутися в команду.
Кеньон Стоун, капітан команди, намагається змиритися з вагітністю своєї дівчини Кіри. Кіра свариться з ним через нездатність Кеньона взяти на себе відповідальність. Інший гравець, Джуніор Баттл, прогулює шкільні заняття, через що Картер забороняє йому тренуватися. Мати Баттла відвідує Картера і пояснює, що її старшого сина Антуана вбили. Баттл вибачається за свої вчинки, і Картер довзоляє йому продовжити тренування.
Команда продовжує тренування і виграє всі матчі регулярного сезону, а також посідає перше місце у турнірі Бей-Гілл. Після перемоги на турнірі вся команда крадькома тікає з мотелю, щоб відвідати вечірку у сусідньому особняку. Картер забирає гравців з вечірки. Дорогою додому Картер дорікає хлопцям за їх непристойну поведінку, на що Круз відповідає, що вони стали переможцями, як того і хотів Картер. Пізніше Картер виявляє, що деякі гравці не дотримуються умов своїх контрактів, пропускають заняття та отримують погані оцінки.
Розлючений Картер замикає спортзал і зустрічається з командою в бібліотеці. Він говорить, що баскетбольні тренування продовжаться тільки коли оцінки всіх гравців відповідатимуть умовам контракту. Розчарований Круз знову йде з команди. Картер продовжує блокувати спортзал, привертаючи увагу ЗМІ. «Ричмонд Ойлерз» пропускають декілька матчів, що викликає гнів місцевої громади. Картер намагається пояснити, чому він це робить: більшість хлопців з Ричмонду рано чи пізно опиняється у в'язниці, і він сподівається, що відданість навчанню дасть його гравцям кращі можливості в житті.
Під час продажу наркотиків Ренні вбивають на очах у Тімо Круза. Круз приходить до Картера додому і благає взяти його назад у команду. Шкільна рада проводить слухання стосовно діяльності Картера. Картер обіцяє, що він піде у відставку, якщо рада проголосує за припинення блокування спортзалу. Рада голосує за припинення блокування і продовження баскетбольних тренувань. Картер готується попрощатись з командою, але виявляє, що гравці перенесли до спортзалу шкільні парти і продовжують працювати над своїми оцінками.
Картер вирішує залишитися на посаді тренера. Незабаром всім гравцям вдається покращити свої академічні результати. Кеньон дізнається, що Кіра вирішила зробити аборт. Вони знову починають зустрічатися, і Кеньон пропонує Кірі разом поступати до коледжу.
«Ричмонд Ойлерз» грає у чвертьфіналі штату проти команди школи св. Франциска, але програє з різницею в два очки. Незважаючи на поразку, Картер говорить, що пишається своїми гравцями, і що їм вдалося досягти «невловимої внутрішньої перемоги» (англ. ever elusive victory within). Фільм закінчується тим, що команда святкує разом із спільнотою Ричмонду, і глядач дізнається про долю деяких ключових гравців, які отримали стипендії та продовжили навчання в коледжі.

## У ролях
| Актор             | Персонаж                                          | Роль                                                                        |
| ----------------- | ------------------------------------------------- | --------------------------------------------------------------------------- |
| Семюел Л. Джексон | Кен Картер (англ. Ken Carter)                     | тренер шкільної баскетбольної команди Ричмонда                              |
| Роб Браун         | Кеньйон Стоун (англ. Kenyon Stone)                | один із гравців команди                                                     |
| Роберт Річард     | Демієн Картер (англ. Damien Carter)               | один із гравців команди, син тренера Картера                                |
| Ченнінг Татум     | Джейсон Лайл (англ. Jason Lyle)                   | один із гравців команди                                                     |
| Рік Гонсалес      | Тімо Круз (англ. Timo Cruz)                       | один із гравців команди, покинув її на знак протесту проти політики Картера |
| Ентвон Теннер     | Джерон "Хробак" Віллс (англ. Jaron "Worm" Willis) | один із гравців команди                                                     |
| Ашанті            | Кіра (англ. Kyra)                                 | дівчина Кеньйона Стоуна                                                     |

## Сприйняття

### Критика
Фільм отримав загалом позитивні відгуки: Rotten Tomatoes дав оцінку 65% на основі 144 відгуків від критиків (середня оцінка 6,1/10) і 84% від глядачів із середньою оцінкою 3,7/5 (404,361 голоси). Загалом на сайті фільми має позитивний рейтинг, фільму зарахований «стиглий помідор» від кінокритиків і «попкорн» від глядачів, Internet Movie Database — 7,1/10 (60 416 голосів), Metacritic — 57/100 (36 відгуки критиків) і 8,1/10 від глядачів (69 голосів). Загалом на цьому ресурсі від критиків фільм отримав змішані відгуки, а від глядачів — позитивні.

### Касові збори
Під час показу у США, що почався 14 січня 2005 року, протягом першого тижня фільм був показаний у 2,524 кінотеатрах і зібрав $24,182,961, що на той час дозволило йому зайняти 1 місце серед усіх тогочасних прем'єр. Показ протривав 112 днів (16 тижнів) і завершився 5 травня 2005 року. За цей час фільм зібрав у прокаті у США $67,264,877, а у решті світу $9,404,929, тобто загалом $76,669,806 при бюджеті $30 млн.

### Нагороди і номінації[11]
| Рік  | Нагорода           | Категорія                                               | Номінант                                | Результат |
| ---- | ------------------ | ------------------------------------------------------- | --------------------------------------- | --------- |
| 2005 | BET Awards         | Найкращий актор                                         | Семюел Л. Джексон                       | Номінація |
| 2005 | Black Movie Awards | Видатні режисерські досягнення                          | Томас Картер                            | Перемога  |
| 2005 | Black Movie Awards | Видатна художня стрічка                                 | Девід Ґейл, Браян Роббінс, Майкл Толлін | Номінація |
| 2005 | Black Movie Awards | Видатне виконання головної чоловічої ролі               | Семюел Л. Джексон                       | Номінація |
| 2005 | ESPY Awards        | Найкращий спортивний фільм                              | фільм                                   | Номінація |
| 2005 | MTV Movie Awards   | Кінонагорода MTV за найкращий прорив року (жіноча роль) | Ашанті                                  | Номінація |
| 2005 | Teen Choice Awards | Choice Movie: актор у драматичному фільмі               | Семюел Л. Джексон                       | Номінація |
| 2005 | Teen Choice Awards | Choice Movie: прорив (жіноча роль)                      | Ашанті                                  | Номінація |
| 2005 | Teen Choice Awards | Choice Movie: Драма                                     | фільм                                   | Номінація |
| 2006 | Black Reel Awards  | Найкращий режисер                                       | Томас Картер                            | Перемога  |
| 2006 | Black Reel Awards  | Найкращий актор                                         | Семюел Л. Джексон                       | Номінація |
| 2006 | Black Reel Awards  | Найкращий прорив                                        | Ашанті                                  | Номінація |
| 2006 | Black Reel Awards  | Найкращий фільм                                         | Девід Ґейл, Браян Роббінс, Майкл Толлін | Номінація |
| 2006 | Image Awards       | Видатний актор у художній стрічці                       | Семюел Л. Джексон                       | Перемога  |
| 2006 | Image Awards       | Видатна режисура у художньому / телевізійному фільмі    | Томас Картер                            | Номінація |
| 2006 | Image Awards       | Видатна художня стрічка                                 | фільм                                   | Номінація |
| 2006 | Image Awards       | Видатне виконання жіночої ролі другого плану            | Ашанті                                  | Номінація |
| 2006 | «Вибір народу»     | Улюблений драматичний фільм                             | фільм                                   | Номінація |